# Ново-Никольское (Рославльский район)
Ново-Никольское — деревня в Рославльском районе Смоленской области России. Входит в состав Сырокоренского сельского поселения. Население — 2 жителя (2007 год). 
Расположена в южной части области в 47 км к северо-востоку от Рославля, в 24 км севернее автодороги А101 Москва — Варшава («Старая Польская» или «Варшавка»), на берегу реки Колозня. В 29 км южнее деревни расположена железнодорожная станция Щепоть на линии Рославль — Фаянсовая. 

## История
В годы Великой Отечественной войны деревня была оккупирована гитлеровскими войсками в августе 1941 года, освобождена в сентябре 1943 года.